# Triancyra aurea
Triancyra aurea là một loài tò vò trong họ Ichneumonidae.